# سيد حبيب مكي
سيد حبيب مكي هاشم سياسي بحريني.

## السيرة
ولد سيد حبيب في قرية المالكية. حصل على دبلوم في التربية والتدريس عام 1967 وبكالوريس في الإدارة والحاسبة عام 1974 ودبلوم في المحاسبة الإدارية من لدن عام 1981 ودبلوم في الإدارة من جامعة البحرين عام 1985 ودبلوم في الإدارة من مكتب الأمم المتحدة بجنيف عام 1992.
عمل مدرس لمادة الرياضيات في وزارة التربية والتعليم من 1965 إلى 1974 ثم مدقق مالي محاسب بوزارة المالية من 1974 إلى 1976 ثم انتقل للعمل ضمن بعثة سفارة البحرين في لندن عام 1976 ثم عين مساعد رئيس قسم الشئون المالية بوزارة الخارجية من 1983 إلى 1988 ثم مثل البحرين في الأمم المتحدة للشئون الإدارية والمالية عام 1985 وابتعث للعمل ضمن وفد البحرين في مكتب الأمم المتحدة بجنيف من 1988 إلى 1994 ثم عين مسئولا بالإدارة القنصلية بوزارة الخارجية عام 1995 ثم مديرا لإدارة الأوقاف الجعفرية بوزارة العدل والشئون الإسلامية من 1996 إلى 2002. تم تعيينه عضو في مجلس الشورى من 2002 إلى 2014.

## التكريم
- وسام الشيخ عيسى بن سلمان آل خليفة من الدرجة الرابعة.